# Jurica Bajić (nogometaš)
Jurica Bajić (Vinkovci, 29. veljače 2000.), hrvatski nogometaš. Član Cibalije. 
Igrao za hrvatsku reprezentaciju do 14, do 16, do 17, do 18, do 19 i do 20 godina. 5. studenoga 2019. potpisao je profesionalni ugovor s Hajdukom do ljeta 2024. godine. 